# Boedelverdeling (Nederland)
Boedelverdeling, boedelscheiding of kortweg verdeling, is de verdeling van een boedel die gezamenlijk eigendom is van twee of  meer (rechts)personen, omdat een of meer van de mede-eigenaren, deelgenoten genoemd, niet langer gebonden willen zijn aan de gemeenschap. Het kan gaan om één zaak die verdeeld moet worden, of om meerdere zaken, boedel genoemd. Met boedel wordt hier niet inboedel bedoeld, ofwel alle goederen die zich in een woning of bedrijfspand bevinden, maar het geheel van bezittingen en schulden van een goederengemeenschap, zowel goederen, zaken, geldsommen en vorderingen als immateriële waarden, bijvoorbeeld een handelsmerk, auteursrecht, websitenaam of digitale bezittingen. Verdeling kan plaatsvinden in onderling overleg door de deelgenoten of door de rechter. Het hele traject van het organiseren en afhandelen van de ontbinding van een gemeenschap wordt afwikkeling van de boedel genoemd. Het juridische begrip gemeenschap van goederen is vooral bekend uit het huwelijksvermogensrecht (modern: relatievermogensrecht) maar dat begrip geldt voor alle situaties waar sprake is van gemeenschappelijke eigendom. Het wettelijke verdelingsbegrip is opgenomen in Boek 3, artikel 182 van het Burgerlijk Wetboek.

## Hoofdregels
Bij de verdeling wordt door de deelgenoten in onderling overleg bepaald wie welke goederen uit de gemeenschap verkrijgt, eventueel tegen verrekening van de over- of onderwaarde met de anderen, en welke goederen verkocht gaan worden om de opbrengst ervan onder de deelgenoten te kunnen verdelen. Basis voor elke verdeling is de voorafgaande boedelbeschrijving met bepaling van de waarde die aan het goed of de goederen, de rechten en vorderingen uit de gemeenschap moet worden toegekend, daaronder ook eventueel de emotionele waarde die goederen hebben voor de verschillende deelgenoten. Een verdeling hoeft niet in gelijke delen plaats te vinden, men mag onderling afspreken wat men wil, mits iedere deelgenoot het eens is met de afspraak.
Alle besluiten moeten gezamenlijk worden genomen, dat betekent in dit geval niet met meerderheid van stemmen maar in unanimiteit, omdat elke deelgenoot zijn of haar persoonlijk eigendomsrecht ten volle moet kunnen uitoefenen. Een deelgenoot heeft het recht te besluiten dit aan een ander over te laten, daartoe kunnen een of meerdere deelgenoten een schriftelijke volmacht afgeven aan een ander om deze in hun naam te laten beslissen, daarbij kan aan de bevolmachtigde een leidraad of aanwijzingen worden gegeven. Is er geen schiftelijke volmacht, heeft een ander niet het recht voor een deelgenoot beslissingen te nemen. Het is in Nederland niet mogelijk een goed in eigendom over te dragen of te schenken zonder dit recht. Uitzondering vormt onder omstandigheden een verkregen erfenis waarvan goederen door erflater bij testament onder bewind zijn gesteld. Moet een deelgenoot om objectieve redenen niet in staat worden geacht zelf verstandige beslissingen te nemen, kan het tot de beheerstaak van de bewindvoerder horen, mee te werken aan de verdeling, in het belang van de rechthebbende. Deze strenge regels hebben er mee te maken, dat eigendom in de Europese Unie als een bijzonder sterk recht wordt beschouwd dat alleen onder bijzondere omstandigheden, en alleen door de nationale overheid, kan worden ingeperkt, om redenen van algemeen belang.
Deelgenoten zijn verplicht zich tegenover elkaar naar de rechtsnorm redelijkheid en billijkheid te gedragen, ook als de meningen, belangen en standpunten uit elkaar lopen. Komt men er onderling niet uit, is het uiteindelijk aan de rechter een beslissing te nemen, op vordering van een of meer deelgenoten.
Voor de verdeling van de goederen en overdracht aan de deelgenoten gelden vanaf 1992 wettelijke regels, maar deze laten interpretatieruimte open en roepen discussie op.

### Voorbeelden
Alle zaken, goederen en vermogensrechten die aan twee of meer (rechts)personen toebehoren vormen juridisch een gezamenlijke boedel, enkele voorbeelden zijn: 
- een nalatenschap (erfenis), de erfgenamen worden na overlijden van rechtswege gezamenlijk eigenaar van bezittingen en schulden van de overledene, dit wordt erfgemeenschap genoemd;
- een gemeenschap van goederen staande huwelijk, deze ontstond tot 2018 door het huwelijk of geregistreerd partnerschap;
- het vermogen van een coöperatieve rechtspersoon, maatschap en vennootschap;
- Vereniging van eigenaars (VvE).

### Verdeling door de rechter
Het Burgerlijk Wetboek Boek 3, Titel 7. Gemeenschap, Afdeling 1. Algemene bepalingen, Artikel 185 bepaalt:
- Voor zover de deelgenoten en zij wier medewerking vereist is, over een verdeling niet tot overeenstemming kunnen komen, gelast op vordering van de meest gerede partij de rechter de wijze van verdeling of stelt hij zelf de verdeling vast, rekening houdende naar billijkheid zowel met de belangen van partijen als met het algemeen belang.
- Als wijzen van verdeling komen daarbij in aanmerking:
  - toedeling van een gedeelte van het goed aan ieder der deelgenoten;
  - overbedeling van een of meer deelgenoten tegen vergoeding van de overwaarde;
  - verdeling van de netto-opbrengst van het goed of een gedeelte daarvan, nadat dit op een door de rechter bepaalde wijze zal zijn verkocht.

## Nalatenschap
In het erfrecht is geregeld wie na overlijden gerechtigd is of zijn tot de (onverdeelde) nalatenschap, dat heet erfopvolging (boek 4 Burgerlijk Wetboek). Het is ofwel de wet die bepaalt wie opvolgt of opvolgen, het versterferfrecht, ofwel een testament met een uiterste wilsbeschikking die een erfstelling of een onterving inhoudt (art. 4:1 BW). In beide gevallen gaat de nalatenschap van rechtswege van overledene op de erfgenamen over, zonder tussenstap of formaliteit, er is geen rechtshandeling of gang naar de notaris voor nodig. Wel kan de erfenis worden verworpen of beneficiair worden aanvaard, deze beslissingen hebben terugwerkende kracht. De erfgenamen hebben daarom direct bij overlijden gezamenlijk de erfenis in handen, met alle rechten en verplichtingen, tenzij een partner uit huwelijk of registratie en een of meer kinderen van die partner achterblijven, dan gaat alles naar de langstlevende partner, de wettelijke toedeling. Van het juridische begrip erfgenaam moet het begrip nabestaande worden onderscheiden, een nabestaande heeft geen juridische rechten, tenzij het een wettelijk of testamentair erfgenaam is.
Anders dan nog veel wordt gedacht, kan onder het nieuwe erfrecht (dat per 2003 geldt) bij testament niet verplichtend worden geregeld dat buiten de erfgenamen om een derde zeggenschap krijgt over de afwikkeling en verdeling en ook niet hoe de goederen van een nalatenschap onder de erfgenamen moeten worden verdeeld. Anders dan bijvoorbeeld in Duitsland, kent het Nederlands erfrecht geen uiterste wilsbeschikking die dat mogelijk maakt. Geeft een testament aanwijzingen voor de verdeling van de erfgemeenschap of is dit aan iemand opgedragen, kunnen erfgenamen dat vrijwillig volgen. Wil een erfgenaam het recht van zeggenschap bij afwikkeling en verdeling echter zelf gebruiken, wat gebaseerd is op het eigendomsrecht, moet tegenover de persoon die bij testament is genoemd als degene die de erfenis mag verdelen, de nietigheid van de betreffende bepalingen in het testament worden ingeroepen, dat kan vormvrij. Wordt dat niet geaccepteerd, kan de rechter worden ingeschakeld.
Volgens het vermogensrecht moeten de erfgenamen als deelgenoten (mede-eigenaren) het gezamenlijk eens worden over de manier van afwikkelen en verdelen van de nalatenschap. Dat gaat niet bij meerderheid van stemmen, maar in unanimiteit. Lukt dat niet kan een erfgenaam een vordering tot verdeling bij de rechter instellen (art. 3:178 BW) met in de dagvaarding zoveel mogelijk de wensen en belangen van de verschillende erfgenamen opgenomen en een naar objectieve maatstaven evenwichtig en redelijk verdelingsplan. Onafhankelijke taxaties van waardevolle goederen en zaken zijn daarbij onontbeerlijk. Is een testamentair bewind ingesteld met voor de bewindvoerder de opgave zorg te dragen voor een goede afwikkeling en verdeling, kan de bewindvoerder gebruik maken van twee bijzondere wettelijke bevoegdheden om bij een stokkende voortgang verder te komen. Bij het ontbreken van toestemming van alle erfgenamen, benodigd voor bepaalde rechtshandelingen, kan de bewindvoerder een plaatsvervangende machtiging bij de kantonrechter vragen (art. 4:169 lid 3 BW). Kunnen erfgenamen niet tot unanimiteit komen over de verdeling en wil niemand naar de rechter, kan de bewindvoerder zelfstandig een vordering tot verdeling bij de rechter instellen (art.4:170 BW). Een borg voor erflater bij het instellen van testamentair bewind, dat de nalatenschap na overlijden onder alle omstandigheden binnen een redelijke termijn volledig zal kunnen worden afgewikkeld. Een testamentair bewindvoerder mag niet zonder toestemming en medewerking van alle erfgenamen zelf afwikkelen en verdelen en daarin zelf beslissingen nemen, ook al staat dat in een testament. De wettelijke regeling heeft hier voorrang en in de wet is een beslissing bij meningsverschillen onder de erfgenamen uitsluitend voorbehouden aan de rechter.

#### Regeling bij echtgenoot met kinderen: "wettelijke verdeling"
Het versterferfrecht (als er geen testament is) bepaalt onder meer dat als een overledene was gehuwd (of geregistreerd partnerschap had) en een of meer kinderen had, de langstlevende echtgenoot de goederen van de nalatenschap krijgt en verplicht is de schulden van de nalatenschap te voldoen (art. 4:13 BW). De kinderen worden wel erfgenaam genoemd maar hebben geen rechten die normaal gesproken aan de erfgenaam toekomen. Ieder van de kinderen krijgt slechts een geldvordering op de langstlevende echtgenoot, overeenkomend met de waarde van zijn theoretisch erfdeel. Deze vordering is pas opeisbaar bij overlijden van de echtgenoot. Bij een huwelijk in gemeenschap van goederen gaat dit over de helft van het huwelijkse vermogen. Dit wordt vaak de wettelijke verdeling genoemd maar het is geen verdeling omdat maar één persoon de nalatenschap ontvangt en de kinderen slechts een vordering op deze persoon hebben. Er is dus op geen enkel moment sprake van een onverdeelde boedel, ofwel een boedel met meerdere eigenaren. Het gaat dus om een wettelijke toedeling. Het is mogelijk deze wettelijke toedeling binnen drie maanden na overlijden bij de notaris ongedaan te maken, dan valt de nalatenschap aan echtgenoot en kind(eren) toe en is wel sprake van een onverdeelde boedel. In dat geval moet er alsnog afgewikkeld en verdeeld worden.

## Huwelijksgemeenschap

#### Huwelijkse (of gelijkwaardige) voorwaarden
Van huwelijkse voorwaarden is sprake als de partners vóór of staande huwelijk op papier afspraken maken over de eigendom van bezittingen en schulden en over de verdeling bij scheiding. Hier zijn dus specifieke regels gegeven voor de boedelverdeling.

#### Huwelijk (of gelijkwaardig) in gemeenschap
Hier zijn in beginsel alle bezittingen en schulden deel van het gezamenlijk vermogen. Dat vermogen kan ook negatief zijn. Er moet een inventarisatie worden gemaakt, goederen moeten worden gewaardeerd en dan worden verdeeld. Als een van de partners in waarde meer krijgt toebedeeld, dient het waardeveschil aan de ander te worden uitbetaald.

## Rechtspersonen
Bij een boedelverdeling van een rechtspersoon spreekt men van vereffening.
Een boedelscheiding in de zakelijke sfeer komt voor bij een faillissement, doorverkoop, splitsing of beëindiging van een bedrijf.

## Geschiedenis
Reeds in de Romeinse tijd was er het beginsel dat niemand genoodzaakt is om in onverdeelde gemeenschap te blijven. De twaalftafelenwet regelde al de verdeling van de erfenis tussen de erfgenamen.

### Oude erfwet (1838-2003)
Als de partner nog leefde, en er was sprake van huwelijkse gemeenschap en er waren vier kinderen, dan werd de nalatenschap van de overledene, dat was 50% van het huwelijks vermogen, als volgt verdeeld:
- ieder kind: (1/5 × 50%) = 10% van het totale huwelijks vermogen per kind, alle kinderen 40% van het huwelijkse vermogen
- partner: (1/5 × 50%) = 10% van het totale huwelijks vermogen

De langstlevende partner behield 50% van het huwelijks vermogen en ontving door erfopvolging 10% erfdeel van de nalatenschap van overledene. Elk kind had als erfgenaam recht op 10% van de nalatenschap, dus 40% moest direct worden uitgekeerd aan de kinderen. Als de kinderen er op stonden hun erfdeel uitbetaald te krijgen, kwamen langstlevenden vaak in de problemen als daarvoor onvoldoende liquide middelen aanwezig waren en waren genoodzaakt goederen te gelde te maken, meestal de eigen woning. Onder het huidig versterferfrecht, dat geldt als er geen testament is gemaakt, krijgt de langstlevende de hele nalatenschap, de kinderen slechts een vordering op de langstlevende die opeisbaar is bij overlijden.
Indien men wenst dat na overlijden de nalatenschap op erfgenamen overgaat vergelijkbaar met het oude erfrecht, of op een andere manier dan volgens het huidige erfrecht, zal men een testament moeten opstellen.
Indien de partners op huwelijkse voorwaarden zijn getrouwd ging het bovenstaande niet altijd op. De vermogensbestanddelen van de overledene werden dan in gelijke kindsdelen verdeeld (in bovenstaand voorbeeld ieder 1/5 of 20%). De achterblijvende partner behoudt dan hetgeen hij/zij al had. Afhankelijk van de inhoud van de huwelijkse voorwaarden zijn hier nog diverse varianten op mogelijk.